# Liste der Monuments historiques in Maillat
Die Liste der Monuments historiques in Maillat führt die Monuments historiques in der französischen Gemeinde Maillat auf.

## Liste der Bauwerke
| Bezeichnung        | Beschreibung | Standort | Kennzeichnung | Schutzstatus | Datum | Bild           |
| ------------------ | ------------ | -------- | ------------- | ------------ | ----- | -------------- |
| Kapelle Ste-Claire |              | (Lage)   | PA00116422    | Inscrit      | 1931  | weitere Bilder |

## Liste der Objekte
- Monuments historiques (Objekte) in Maillat in der Base Palissy des französischen Kultusministeriums